# العلاقات الأردنية المالطية
العلاقات الأردنية المالطية هي العلاقات الثنائية التي تجمع بين الأردن ومالطا.

## مقارنة بين البلدين
هذه مقارنة عامة ومرجعية للدولتين:
| وجه المقارنة                                              | الأردن                   | مالطا                                                     |
| --------------------------------------------------------- | ------------------------ | --------------------------------------------------------- |
| المساحة (كم2)                                             | 89.34 ألف                | 316                                                       |
| عدد السكان (نسمة)                                         | 9.81 مليون               | 465.29 ألف                                                |
| الكثافة السكانية (ن./كم²)                                 | 109.81                   | 147.24 ألف                                                |
| العاصمة                                                   | عمان                     | فاليتا                                                    |
| اللغة الرسمية                                             | اللغة العربية            | اللغة المالطية، لغة إنجليزية                              |
| العملة                                                    | دينار أردني              | يورو، ليرة مالطية                                         |
| الناتج المحلي الإجمالي (بليون دولار)                      | 40.07 مليار              | 12.54 مليار                                               |
| الناتج المحلي الإجمالي (تعادل القوة الشرائية) بليون دولار | 82.80 مليار              | 14.68 مليار                                               |
| الناتج المحلي الإجمالي الاسمي للفرد دولار أمريكي          | 4.94 ألف                 | 22.60 ألف                                                 |
| الناتج المحلي الإجمالي للفرد دولار أمريكي                 | 12.05 ألف                |                                                           |
| مؤشر التنمية البشرية                                      | 0.748                    | 0.839                                                     |
| رمز المكالمات الدولي                                      | +962                     | +356                                                      |
| رمز الإنترنت                                              | .jo                      | .mt                                                       |
| المنطقة الزمنية                                           | ت ع م+02:00، ت ع م+03:00 | توقيت وسط أوروبا، ت ع م+01:00، ت ع م+02:00، أوروبا/مالطا ‏ |

## منظمات دولية مشتركة
يشترك البلدان في عضوية مجموعة من المنظمات الدولية، منها:
| علم المنظمة | اسم المنظمة                               | تاريخ انضمام الأردن | تاريخ انضمام مالطا |
| ----------- | ----------------------------------------- | ------------------- | ------------------ |
|             | يونسكو                                    | 14 يونيو 1950       | 10 فبراير 1965     |
|             | وكالة ضمان الاستثمار متعدد الأطراف        | 12 أبريل 1988       | 12 سبتمبر 1990     |
|             | الأمم المتحدة                             | 14 ديسمبر 1955      | 1 ديسمبر 1964      |
|             | الاتحاد البريدي العالمي                   | ?                   | ?                  |
|             | البنك الدولي للإنشاء والتعمير             | 29 أغسطس 1952       | 26 سبتمبر 1983     |
|             | الاتحاد الدولي للاتصالات                  | 20 مايو 1947        | 1965               |
|             | منظمة حظر الأسلحة الكيميائية              | ?                   | ?                  |
|             | مؤسسة التمويل الدولية                     | 20 يوليو 1956       | 1 يونيو 2005       |
|             | المركز الدولي لتسوية المنازعات الاستشارية | 29 نوفمبر 1972      | 3 ديسمبر 2003      |
|             | منظمة التجارة العالمية                    | ?                   | ?                  |
|             | منظمة الشرطة الجنائية الدولية             | ?                   | ?                  |

## وصلات خارجية
- موقع وزارة الخارجية الأردنية
- موقع وزارة الخارجية المالطية